# ブリーク (魚)
ブリーク (学名:Alburnus alburnus) は、コイ科に属する淡水魚である。

## 特徴

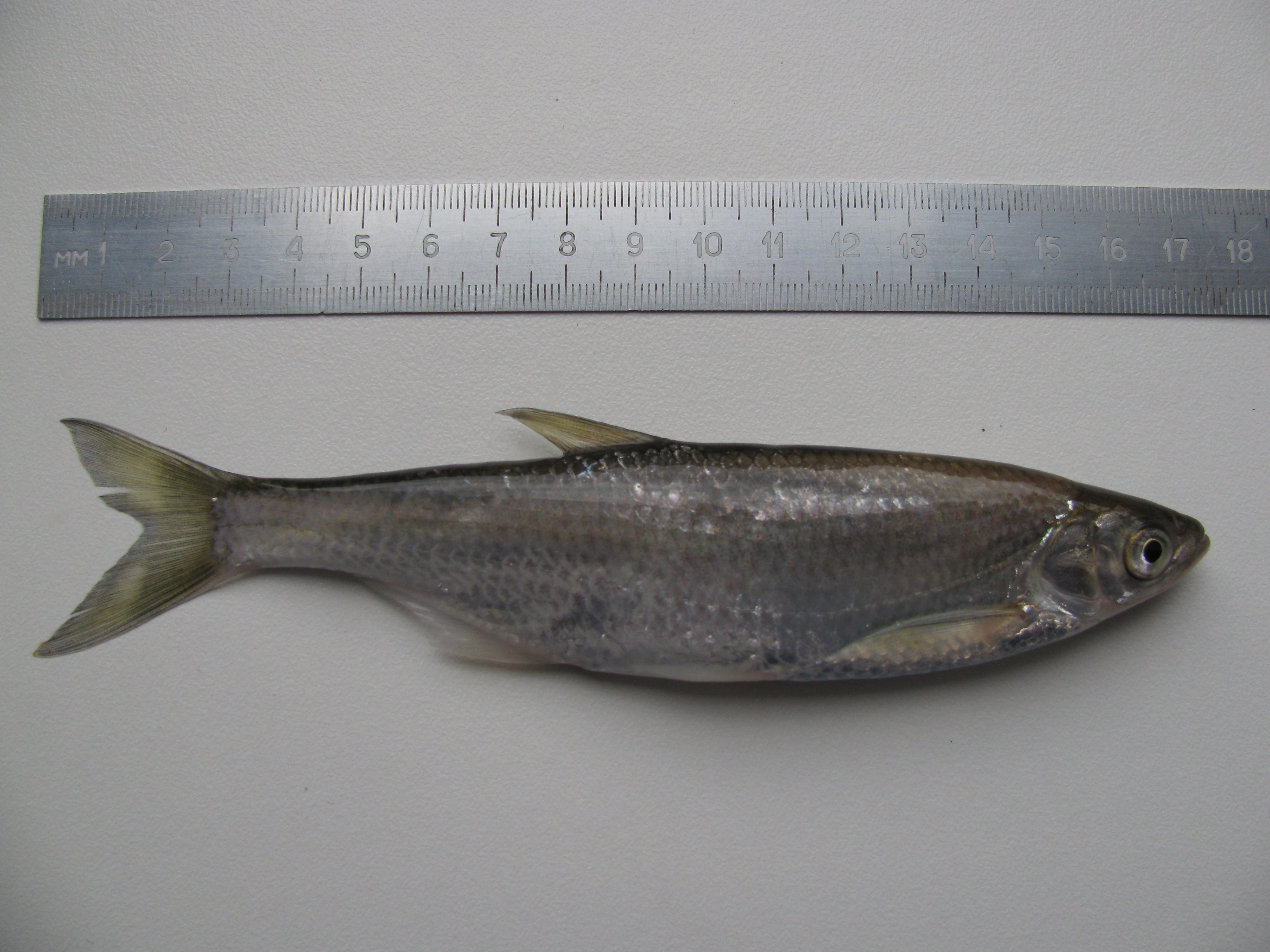

身は細長い銀色をしており、頭は比較的鋭く、口はやや上を向いている。 ヒレは無色だが、しりびれは長い。 側線は完全である。  体長は最大約25 cmにもなる。
他の多くの淡水魚と間違えられやすいが、例えばブリークの若い魚はブリームやシルバーブリームの若い魚より口は上向きで、ローチやラッフよりもしりびれは長い。
ヨーロッパや西アジア原産でコーカサスやピレネー山脈、アルプス山脈以北の淡水域から ヴォルガ川流域やトルコ北西部にかけて分布していたが、地中海沿岸の スペインやポルトガル,イタリアにも導入された。

## 生態
ブリークは群れを成し、軟体動物や水に落ちた昆虫、植物由来のデトリタスを捕食する。一方で肉食魚に捕食されているので釣り餌に使われている。
ブリークは岸付近の浅瀬でも深い水域でも卵を産む。しかし、コイ科ではありながら、水質汚染には過敏である。